# Фрайе-э-Шатбье
Фрайе́-э-Шатбье́ (фр. Frahier-et-Chatebier) — коммуна во Франции, находится в регионе Франш-Конте. Департамент — Верхняя Сона. Входит в состав кантона Шампанье. Округ коммуны — Люр.
Код INSEE коммуны — 70248.

## География
Коммуна расположена приблизительно в 360 км к востоку от Парижа, в 75 км северо-восточнее Безансона, в 45 км к востоку от Везуля.
По территории коммуны проходит канал Монбельяр — Верхняя Сона.

## Население
Население коммуны на 2010 год составляло 1230 человек.
| 1962 | 1968 | 1975 | 1982 | 1990 | 1999 | 2010 |
| ---- | ---- | ---- | ---- | ---- | ---- | ---- |
| 578  | 575  | 616  | 907  | 1005 | 1038 | 1230 |

## Экономика
В 2010 году среди 829 человек трудоспособного возраста (15—64 лет) 605 были экономически активными, 224 — неактивными (показатель активности — 73,0 %, в 1999 году было 70,2 %). Из 605 активных жителей работали 554 человека (294 мужчины и 260 женщин), безработных было 51 (26 мужчин и 25 женщин). Среди 224 неактивных 61 человек были учениками или студентами, 107 — пенсионерами, 56 были неактивными по другим причинам.

## Фотогалерея

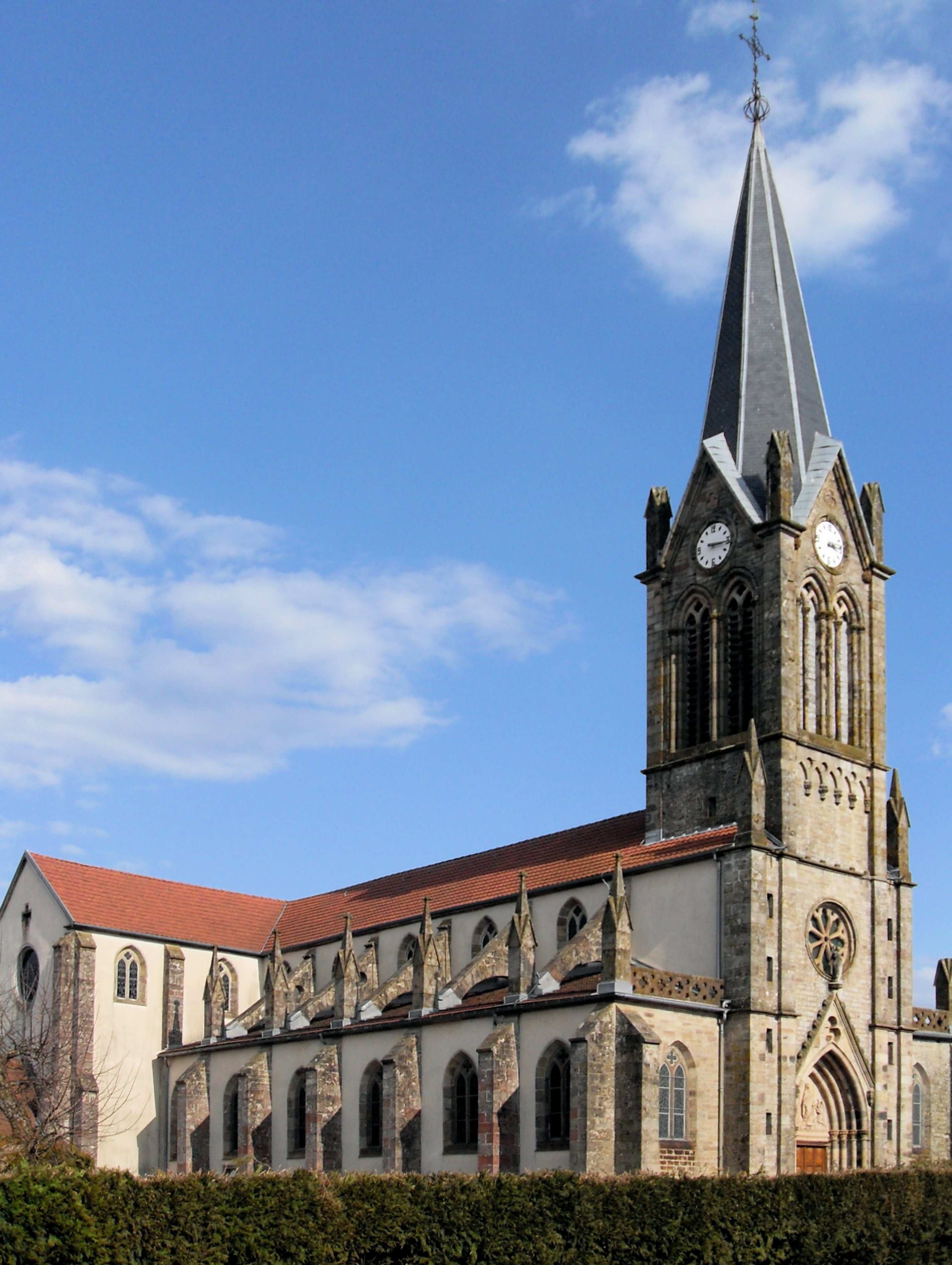
Церковь Сен-Вальбер
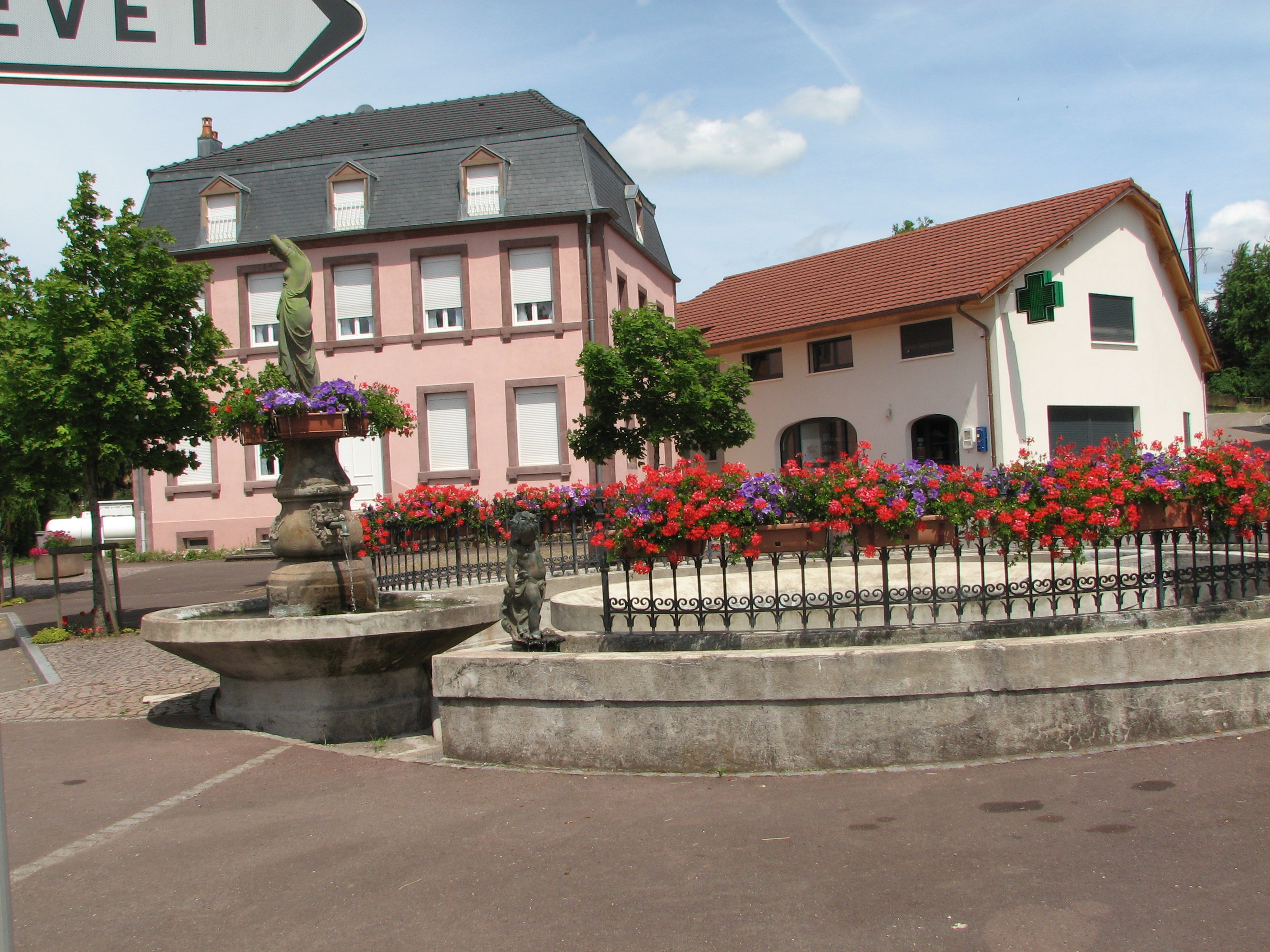
Фонтан
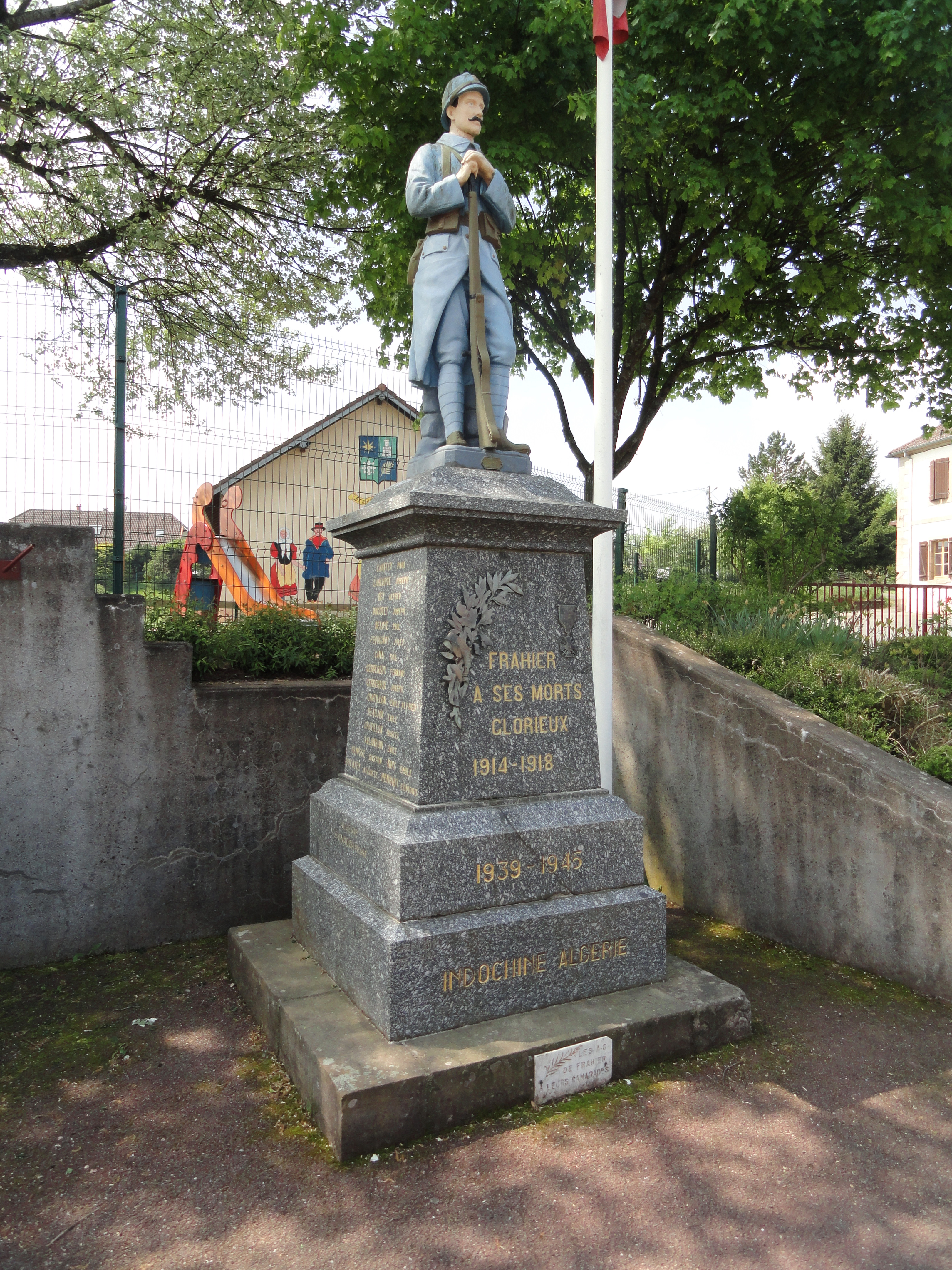
Военный мемориал
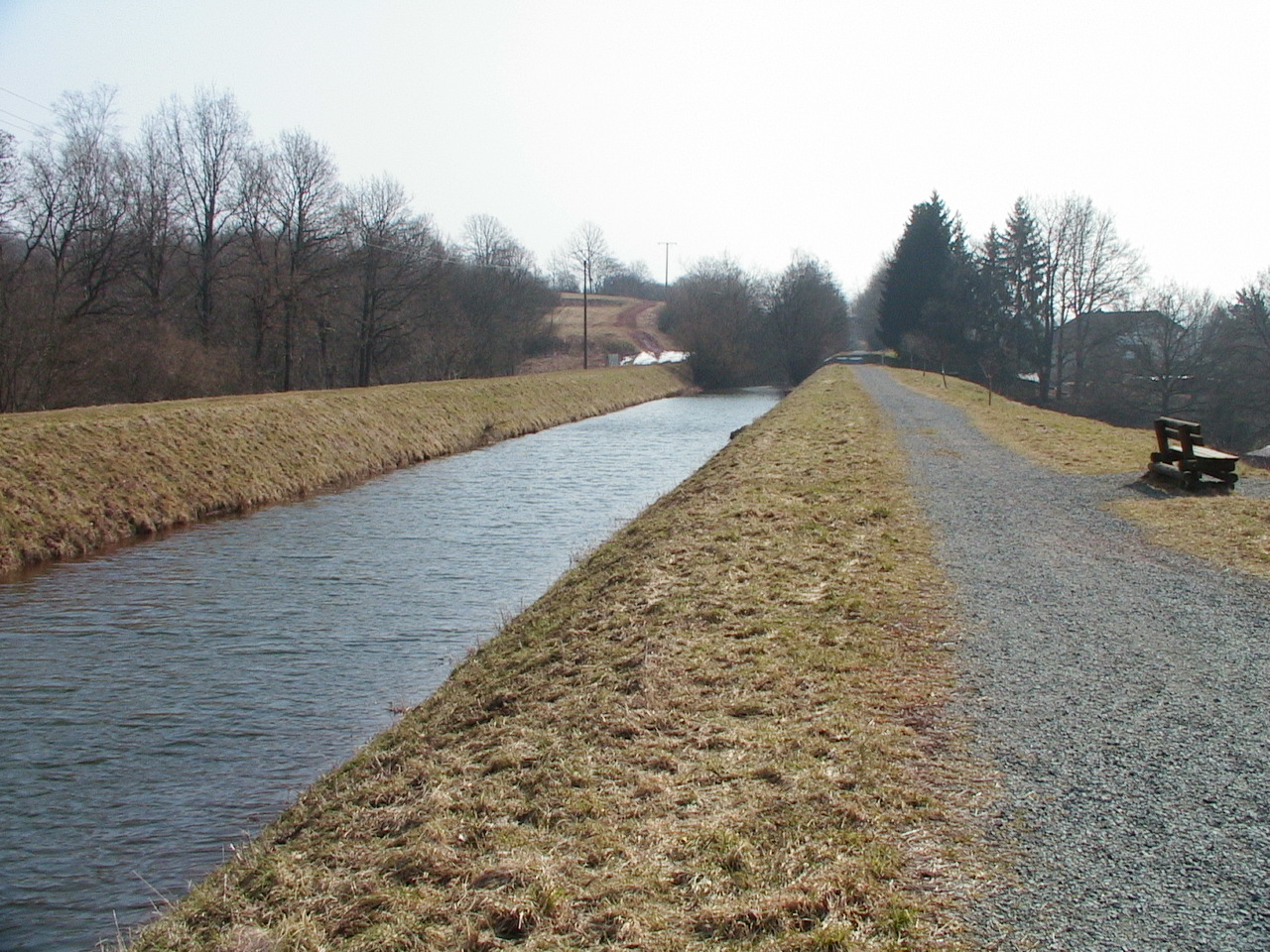
Канал Монбельяр — Верхняя Сона